# Zirkumskriptionsbulle

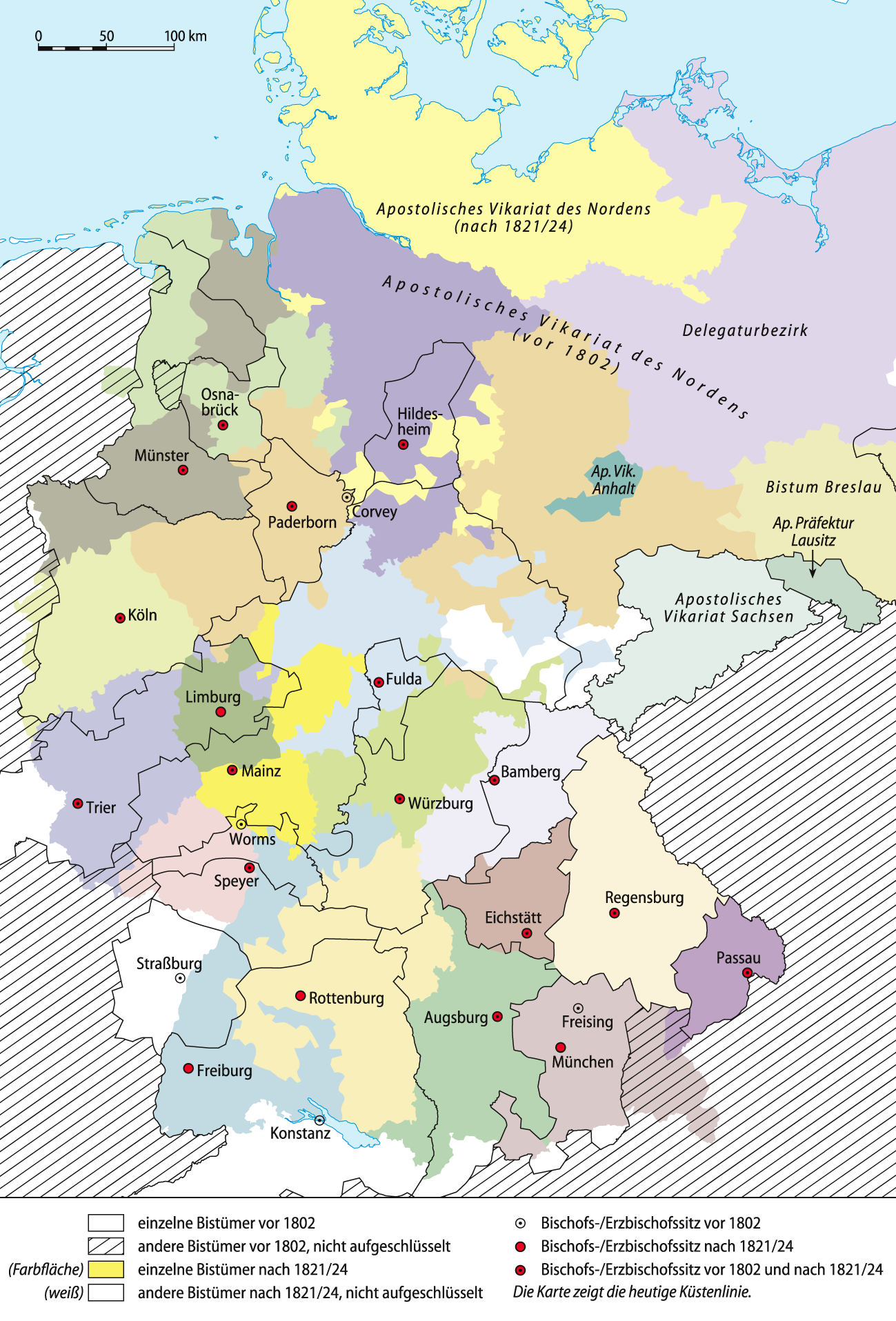
Die alte Diözesangliederung (schwarze Grenzlinien) und die Neuumschreibung nach dem Wiener Kongress (Farbflächen)

Eine Zirkumskriptionsbulle (lat. circumscriptio, „Umschreibung“; siehe Päpstliche Bulle) ist eine päpstliche Urkunde, durch die die Grenzen von Bistümern neu festgelegt werden.
Die für Deutschland wichtigsten Zirkumskriptionsbullen bestimmten nach dem Ende der geistlichen Fürstentümer 1803 und der politischen Neuordnung Deutschlands durch den Wiener Kongress 1815 die neuen Bistumsgrenzen innerhalb Deutschlands in enger Anlehnung an die neuen Staatsgrenzen (siehe Neuumschreibung der katholischen Diözesen in Deutschland nach dem Wiener Kongress):
- 1817 für Bayern (im Rahmen des Bayerischen Konkordats von 1817)
- 1821 für Preußen (De salute animarum) und für Südwestdeutschland (Provida solersque)
- 1824 für das Königreich Hannover (Impensa Romanorum Pontificum)

Diese Neuordnung bildete den äußeren Rahmen für die Neukonsolidierung des Katholizismus in Deutschland nach dem Zusammenbruch des alten Reichskirchensystems.
Die Bistumsumschreibungen der Jahre 1817–1824 sind bis heute mit geringen Änderungen gültig und spiegeln noch immer die politische Landkarte des frühen 19. Jahrhunderts.